# ラブアン直轄植民地

ラブアン直轄植民地
Crown Colony of Labuan (英語)

国歌: God Save the Queen（英語）
女王陛下万歳（1848年–1901年）
God Save the King（英語）
国王陛下万歳（1901年–1946年）
ラブアンの地図（1888年）

ラブアン直轄植民地（ラブアンちょっかつしょくみんち、英語: Crown Colony of Labuan）は、かつてボルネオ島北西部に置かれていたイギリスの直轄植民地である。1846年にブルネイ帝国からラブアンを割譲し、1848年に設立された。ラブアン本島に加え、周辺のブルング島、ダアト島、クラマン島、パパン島、ルスカン・ケシル島、ルスカン・ベサル島の6島から構成されていた。
ラブアンは、当時のイギリス人にとって第2のシンガポールになると期待されていた。だが、ラブアンでの石炭産業は上手くいかず、見限った投資家たちが資金を引き上げた結果、全ての機械設備と入植した中国人労働者を現地に残しただけで何の利益も上げられなかった。残された中国人労働者たちは、現地で生産される燕の巣や真珠、サゴヤシ、樟脳などを用いて新たな商売を展開し、のちにココヤシやゴム、サゴヤシを中心とした産業で成功を収めることとなる。
第二次世界大戦が勃発すると、東南アジアに勢力圏を拡大した大日本帝国によって突如イギリスの統治は終焉を迎えた。大戦中は日本の統治下に置かれたラブアンだが、末期には日本のボルネオ守備軍である第37軍の司令官が連合国に降伏した地となった。短期間の軍政を経て、1946年に北ボルネオ直轄植民地へ編入される形で消滅した。

## 歴史

### 設立

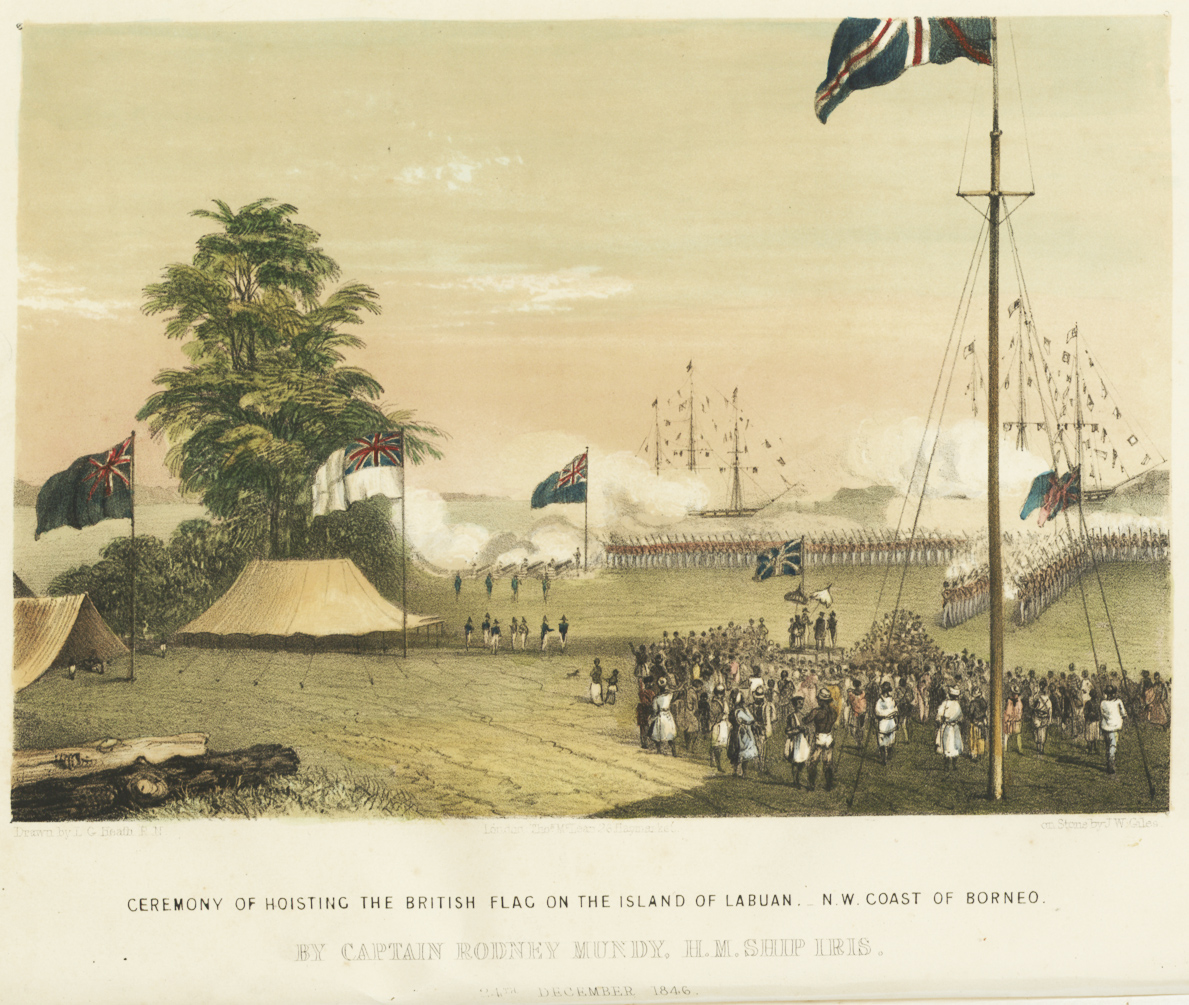
ラブアンで初めて翻るユニオン・ジャック（1846年12月24日）

1841年にジェームズ・ブルックがボルネオ南西部でサラワク王国を建国し、続いて周辺の海賊征伐に乗り出した。ちょうどそのころ、彼はイギリス政府に対し半ばしつこくラブアンの存在を売り込んでいた。ブルックは他のヨーロッパ諸国を牽制するためにも、イギリスの海軍拠点や植民地、保護国をボルネオ北部沿岸に設立するよう要請している。要請を受けたイギリスは、海軍本部からチャールズ・ベスーンを派遣し、1844年11月より海軍拠点建設に向けた調査を開始した。この調査には、同時期に東南アジアで調査を行っていたエドワード・ベルチャーと帆走フリゲート「サマラン」も同行している。
1845年、外務省はブルックをブルネイ帝国との外交官に任命し、ベスーンへの協力を仰いだ。同時に、外務大臣の第4代アバディーン伯爵ジョージ・ハミルトン＝ゴードンはブルネイ帝国のスルターンに対し、他国とのいかなる条約も締結しないよう要請する書簡を送っている。この時すでに、ブルネイ帝国領はイギリスの拠点として目論まれていた。1845年2月24日、ベスーンは木造スループ「ドライヴァー」を伴って香港を離れ、より島の調査に乗り出した。調査中、船員たちはボルネオ島の他のどの沿岸部の住人よりも、ラブアンの住人が石炭鉱床に適していることを見出した。これを受け、イギリスはラブアン島が次のシンガポールとなる夢を膨らませることとなる。1846年12月18日、ブルックはブルネイのスルターンであるオマール・アリー・サイフッディーン2世とラブアン条約を締結し、ラブアンの所有権がイギリスへ移った。
ロドニー・マンディは6等艦「アイリス」でブルネイに赴き、正式かつ最終的にイギリス政府が島の領有を決断するまでスルターンとの調和を保った。1846年12月24日、島のイギリス領有に際し、彼はスルターンのアブドゥル・モミンを立会人とした。ブルックは一連の移行を取り仕切り、1848年にラブアンはイギリスの直轄植民地および自由港となった。初代総督にはブルックが就任している。1890年より、ラブアン直轄植民地は北ボルネオ会社の管理下に置かれ、再びイギリス政府による支配に戻ったのは1904年のことである。1906年10月30日、イギリスは海峡植民地にラブアンを編入して拡大する提案を行い、1907年1月1日にラブアン直轄植民地は海峡植民地に編入されることとなった。

### 第二次世界大戦
第二次世界大戦が勃発すると、1942年1月3日に大日本帝国海軍はラブアンの海岸に停泊した。島に置かれていた債券などは、日本軍に渡らないようイギリスによって焼き捨てられていた。残りの日本軍はボルネオ西部のメンパクルに向かい、軍の強化を図った。まもなくボルネオは陥落し、ラブアン直轄植民地も大日本帝国領に組み込まれることとなった。一帯はボルネオ守備軍によって統治され、島の名前も初代守備軍司令官の前田利為に因んで「前田島（まえだしま、英語: Maeda Island）」と改名されている。日本はこの地に2か所、ボルネオ全体で11か所の飛行場を建設する計画を立てていた。この計画遂行に際し不足する労働力はジャワ島から補い、最終的に約10万人のジャワ人を一連の飛行場建設に従事させている。

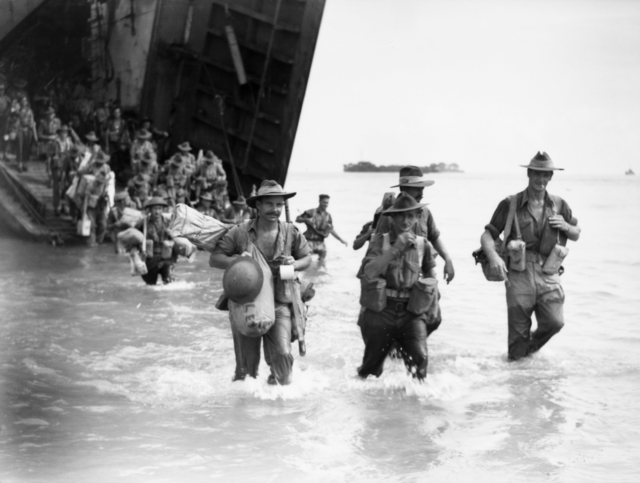
ラブアンに上陸したオーストラリア第24旅団（1945年6月10日）

1945年6月10日、アメリカのダグラス・マッカーサーとオーストラリアのレスリー・モーシェッドが指揮する連合国が、100隻の護送船を伴ってラブアンに上陸した。オーストラリア第9師団は上陸とともに攻撃を開始し、オーストラリア第24旅団は海空の大規模な援護射撃の下、島の南東部とヴィクトリア港北部のブラウン・ビーチに2個大隊を上陸させた。この上陸はフィリピン南部からさらにラブアンまで進軍することを決定したマッカーサーによるものであり、彼自身軽巡洋艦「ボイシ」に乗艦しながらこの作戦に立ち会っている。8月15日に日本は無条件降伏し、第37軍司令官の馬場正郎も9月9日にラブアンのラヤン＝ラヤン・ビーチで降伏した。その後馬場は第9師団の本部に赴き、第9師団長のジョージ・ウートンの前で降伏文書に署名した。公式な降伏式典は翌日に開かれている。ラブアン直轄植民地の中心都市だったヴィクトリアは連合軍の爆撃で壊滅していたが、戦後再建された。島名は前田島からラブアンに戻り、イギリスの軍政を経て1946年7月15日に北ボルネオ直轄植民地へ編入、ラブアン直轄植民地は消滅した。

## 総督

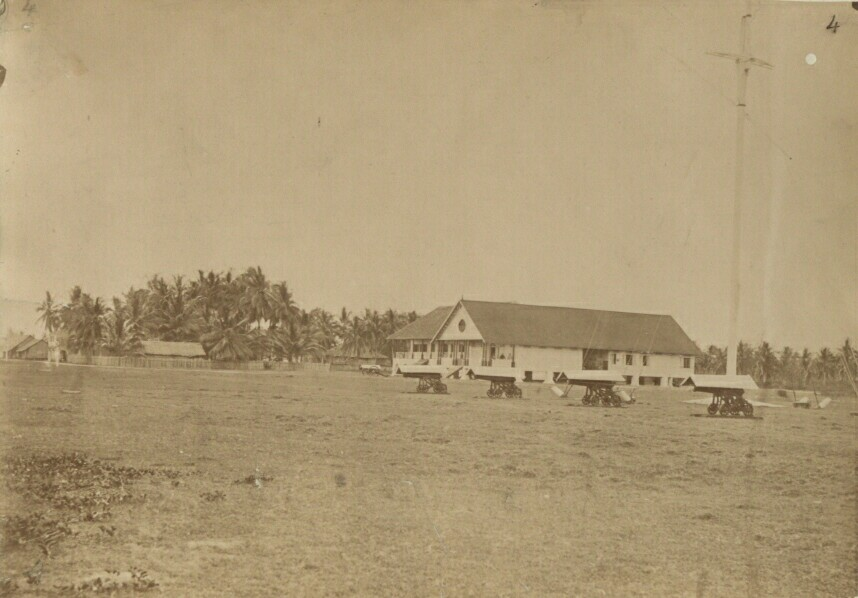
総督が執務などで使用していた建物

ラブアンがブルネイ帝国から割譲されて直轄植民地が設置されると、島の統治はラブアン総督が担うこととなった。第6代総督のジョン・ポープ・ヘネシーは、ダブリン都市警察を引き連れて町の清掃を行い、任期中に島民の健康増進に努めた。1880年以降、石炭産業の失敗からラブアンに対する直轄植民地としての期待は失われていき、北ボルネオや海峡植民地へ管轄権が2度ほど移行している。イギリスによる統治の末期には、イギリス政府の利益に基づいているにも関わらず、当局によって現地の先住民たちによる政治参加が推奨された。

## 経済
イギリスに発見されて以来、本島では石炭が産出された。それ以外の産業としては、燕の巣や真珠、サゴヤシ、樟脳などがある。イギリスは、ラブアンの首都であるヴィクトリアが、香港やシンガポールに匹敵するような都市に成長することを望んでいた。しかしそれが叶うことは無かった。特に石炭生産の減少は多くの投資家を撤退させる要因となった。石炭産業が衰退してからは、ラブアンの産業の中心はココヤシやゴム、サゴヤシへと転換していった。北ボルネオの管理下で、収益は1889年に20,000ドル、1902年には56,000ドルへと増加した。同年の輸入額は1,948,742ドル、輸出額は1,198,945ドルである。

## 社会

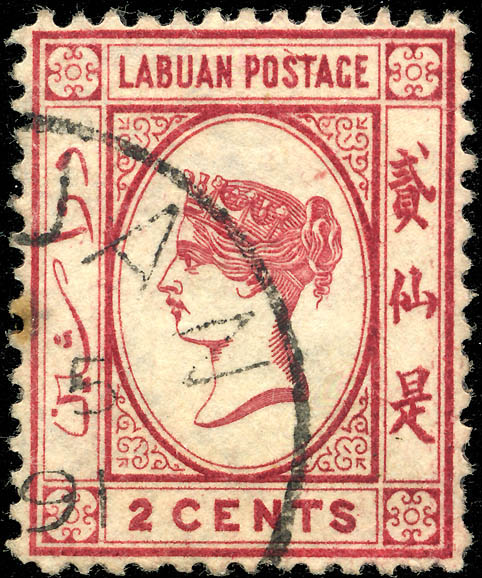
ヴィクトリア女王が描かれたラブアンの2セント切手c. 1885

### 人口
島の人口は、1864年に約2,000人、1890年に5,853人、1911年に6,545人、そして1941年には8,963人と推移していった。人口の中心は主にマレー人（ブルネイ系マレー人やケダヤン人を含む）と華僑から構成されており、残りはヨーロッパ人とユーラシアンだった。ヨーロッパ人は大部分が政府関係者や企業関係者であり、華僑は島内の産業を担う商人が多く、マレー人は漁民が大半を占めていた。

### 公共
1894年、ラブアン＝サンダカンで電信網が整備された。また、1864年まで島内では郵便局が運営され、郵便物には丸い消印が押されていた。なお、イギリス領インド帝国や香港の切手はいくつかの郵便で使用されていたが、ラブアンの切手は恐らく個人で運用されていた。郵便はシンガポール経由で送られていた。1867年より海峡植民地の切手を使用するようになったが、1879年5月より再び独自に切手を発行するようになった。